# Hoodstar
Hoodstar é o terceiro álbum do rapper Chingy, tendo sido lançado em 19 de setembro de 2006. O álbum conta com várias participações de artistas como Keri Hilson, Jermaine Dupri, Tyrese e Fatman Scoop. O álbum recebeu a certificação de Ouro da RIAA.

## Singles
O primeiro single a ser liberado foi "Pullin Me Back", com o cantor de R&BTyrese. O segundo single foi "Dem Jeans", que conta com a participação vocal de Jermaine Dupri.

## Faixas
| #  | Faixa                          | Produçâo          | Participação   | Tempo |
| -- | ------------------------------ | ----------------- | -------------- | ----- |
| 1  | "Intro (Rid'in wit Me)"        | Vudu              |                | 1:46  |
| 2  | "Hands Up"                     | Poli Paul         |                | 4:38  |
| 3  | "Club Gettin' Crowded"         | DJ Paul & Juicy J | Three 6 Mafia  | 4:35  |
| 4  | "Nike Aurr's and Crispy Tee's" | Poli Paul         |                | 3:46  |
| 5  | "Bounce That"                  | The Track Starz   |                | 3:53  |
| 6  | "Cadillac Doors"               | Poli Paul         | Midwest City   | 3:40  |
| 7  | "Dem Jeans"                    | Jermaine Dupri    | Jermaine Dupri | 3:49  |
| 8  | "Pullin' Me Back"              | Jermaine Dupri    | Tyrese         | 3:54  |
| 9  | "U A Freak (Nasty Girl)"       | Mr. Collipark     | Mr. Collipark  | 4:07  |
| 10 | "Brand New Kicks"              | Mannie Fresh      | Mannie Fresh   | 4:31  |
| 11 | "Ass N Da Aurr"                | Sanchez           | Young Spiffy   | 4:05  |
| 12 | "Let Me Luv U"                 | Timbaland         | Keri Hilson    | 4:55  |
| 13 | "Let's Ride"                   | Kwame             | Fatman Scoop   | 3:48  |